# 김윤정 (대일본부인회)
김윤정(金玧禎 또는 金允禎, 생몰년 미상)은 일제강점기 당시 애국부인회와 대일본부인회 계열에서 활동했던 사회운동가이다.

## 생애
1939년 애국부인회 조선본부(愛國婦人會 朝鮮本部) 회원으로 활동하기 이전까지의 구체적인 행적은 남아 있지 않다. 애국부인회 조선본부는 일제 강점기 말기에 국민총력조선연맹 산하 기구들과 함께 일본 제국의 전시 총동원 체제에서 전쟁 수행, 민중 통제, 동원 정책을 수행한 친일 단체로서 경성에 본부를, 13도에 지부를, 부군도에 분회를, 읍면에 분구를 두면서 부인 관제 단체로 성장했다.
애국부인회 경성본부는 조선 총독 부인과 조선군 사령관 부인이 고문을, 조선총독부 정무총감 부인이 본부장을, 조선총독부 각국 국장 부인과 조선군의 각 참모장 부인 등이 부장을 맡았고 그 밑에 여러 평의원과 협찬원을 두었다. 애국부인회 조선본부는 군인 원호 사업을 적극 시행하면서 전쟁 수행을 후방에서 지원하는 역할을 맡았다.
애국부인회 조선본부 평의원으로 활동 중이던 1941년 3월 6일 《경성일보》에 기고한 사설 〈총후봉공(銃後奉公)에 살리라 - 지원병 제도의 감격을〉을 통해 지원병 제도를 찬양했으며 1941년 12월 경성애국부인회 서부6구 분회장을 역임했다. 1941년 12월 30일 조선임전보국단 산하 조직인 부인대 지도위원으로 임명되었다.
1942년 4월 9일 애국부인회 조선본부와 국방부인회 조선본부(國防婦人會 朝鮮本部)를 통합하여 결성된 친일 단체인 대일본부인회 조선본부(大日本婦人會 朝鮮本部) 이사로 임명된 이래 각종 사회단체에서 주최한 좌담회에 참석했다. 대일본부인회 조선본부는 일본의 대일본부인회와 마찬가지로 고도의 국방 국가 체제에 부합하기 위해 황국 전통의 부도(婦道)를 본받고 수신제가(修身齊家) 봉공의 결실을 맺기 위한 목적으로 결성된 친일 단체였지만 내선일체의 구현을 강조한 것이 특징이다. 대일본부인회 조선본부는 국체 관념의 함양, 군인 원호, 국방 사상 보급, 저축 장려 사업을 적극 시행했다.
1942년 5월 25일 조선임전보국단 부인대가 주최한 좌담회 〈군국의 어머니 지표〉에서 징병제 실시에 앞서 군인 역할을 수행할 아들을 길러내는 어머니의 역할을 강조했고 1943년 11월 6일 매일신보사 주최로 열린 강연회 〈선혈(鮮血)로 조국(祖國)을 지키자〉에서 학병 제도를 찬양, 선전했다. 1943년 11월 9일 임시특별지원병제도 경성익찬위원회 서대문지구 상무위원을 역임했다.
1944년 2월 12일 《조광》 주최로 열린 좌담회 〈완승총후(完勝銃後)로 매진(邁進)하는 가정부인(家庭婦人)〉에서 황민화 운동을 주도하고 전쟁 협력을 위한 총후봉공 자세를 강조하는 한편 1944년 7월 1일 '군국의 어머니' 역할을 강조하는 내용을 담은 책 《어머니의 승리》(김상덕(金相德) 지음)에 서문을 기고했다.
조선총독부 기관지 《매일신보》에 기고한 사설 〈엄숙히 생각하라 - 지원병이 되는 참뜻〉(1943년 11월 14일 매일신보), 〈숭고환 감화력 - 어머니의 정신이 자식에게〉(1943년 12월 8일 매일신보), 〈남자들을 대신해서〉(1944년 9월 4일 매일신보), 〈승리를 얻는 미천 - 저축에도 특공 정신을〉(1944년 12월 12일 매일신보) 등을 통해 일본의 침략 전쟁에 협력할 것을 강조했다. 친일반민족행위진상규명위원회가 발표한 친일반민족행위 705인 명단에 포함되었다.

## 참고자료
- 친일반민족행위진상규명위원회 (2009). 〈김윤정 (金玧禎)〉. 《친일반민족행위진상규명 보고서 Ⅳ-3》. 서울. 696~727쪽.